# Букује (Горица)
Букује је насеље у Италији у округу Горица, региону Фурланија-Јулијска крајина.
Према процени из 2011. у насељу је живело 31 становника. Насеље се налази на надморској висини од 149 м.